# Jeanne Mance
Jeanne Mance (12 de noviembre de 1606 - 18 de junio de 1673) fue una enfermera francesa y colona de Nueva Francia. Llegó allí dos años después de que las ursulinas se establecieran en Quebec. Junto con los fundadores de Montreal en 1642, ella instituyó su primer hospital, el Hôtel-Dieu de Montréal, en 1645. Regresó a Francia dos veces para solicitar apoyo financiero para la institución. Luego de haber brindado atención médica allí directamente durante años, en 1657 reunió a tres hermanas de las religiosas hospitalarias de San José y comenzó a dirigir el hospital. En total, trabajó como enfermera en Nueva Francia durante treinta años; además, se la considera una pionera en la enfermería del Nuevo Mundo y la primera mujer europea que llegó al continente americano. El 7 de noviembre de 2014 Jeanne Mance fue declarada venerable para la Iglesia católica.

## Biografía

### Primeros años
Jeanne Mance nació en una familia burguesa de Langres, en Alto Marne (Francia). Fue la hija de Catherine Émonnot y Charles Mance, un fiscal del rey en su localidad, que era una diócesis importante de Borgoña del norte. Luego de la prematura muerte de su madre, Jeanne, que tenía veinte años, cuidó de sus once hermanos y hermanas. Luego asistió a las víctimas de la guerra de los Treinta Años y de la peste.

### Vocación religiosa
Jeanne Mance solía decir cuando tenía seis o siete años que se había consagrado a Dios mediante un voto de castidad. Sin embargo, a los 34, mientras estaba en una peregrinación de Troyes a Champaña, descubrió su vocación religiosa, aunque no fue nunca monja. Decidió viajar a Nueva Francia en América del Norte, que estaba en un primer estadio de colonización francesa. Recibió apoyo de Ana de Austria, la esposa de Luis XIII, y de los jesuitas. Nunca contrajo matrimonio. Mance era miembro de la Société Notre-Dame de Montréal, cuyo objetivo era convertir a los nativos y crear un hospital en Montreal con características similares al de Quebec.

### Fundación de Montreal y del hospital
El jesuita Charles Lalemant fue quien le mencionó por primera vez la Société Notre-Dame. Mance fue a La Rochelle y allí conoció a Jérôme le Royer de la Dauversière, su fundador; fue la primera mujer miembro de esa compañía. Se embarcó desde dicha ciudad el 8 de mayo de 1641 y cruzar el Atlántico le tomó tres meses. Luego de pasar el invierno en Quebec, ella y Paul Chomedey de Maisonneuve, que habían viajado en distintos barcos, llegaron a la isla de Montreal en la primavera de 1642. Al desembarcar, les advirtieron que sería demasiado arriesgado continuar, pero de todos modos fundaron la nueva ciudad el 17 de mayo, en tierras otorgadas por el gobernador. En 1643 Mance comenzó a recaudar dinero para fundar un hospital.
Dos años más tarde, en 1645, con una donación de 6000 francos de Angélique Bullion, Jeanne Mance abrió un hospital en la Rue Saint-Paul. Lo dirigió durante 17 años. En 1688 se edificó una estructura de piedra y en años sucesivos, se edificaron otras más.

### Últimos años
En 1650, Mance viajó a Francia y regresó con 22 000 libras francesas aportadas por Marie-Madeleine d'Aiguillon para financiar el hospital; esa suma luego fue incrementada a 40 5000 libras. A su regreso, halló que los ataques de los iroqueses amenazaban la colonia y el dinero del hospital había sido enviado a De Maisonneuve, que regresó a Francia para organizar un ejército de cien hombres que defendiera el asentamiento.
Jeanne Mance hizo un segundo viaje a su tierra natal, en 1657, para solicitar apoyo económico otra vez. Además convocó a tres hermanas de las religiosas hospitalarias de San José, del convento de La Flèche en Anjou: Judith Moreau de Bresoles, Catherine Mace y Marie Maillet. El viaje hacia el actual Canadá fue complicado y lo dificultó la peste de a bordo, pero las cuatro mujeres sobrevivieron. Si bien el obispo Francisco de Laval quiso retenerlas para el hospital de Quebec, finalmente ellas llegaron a Montreal en octubre de 1659. Con la ayuda de las hermanas, Mance pudo seguir manteniendo en funcionamiento el hospital; pasó más tranquila sus últimos años.
Falleció en 1673 de una enfermedad prolongada y fue enterrada en la iglesia del Hospital Hôtel-Dieu. Si bien el hospital y su casa fueron demolidos en 1696 por reformas, el trabajo continuó gracias a las religiosas hospitalarias. Las tres monjas reclutadas trabajaron como administradoras. Dos siglos después, en 1861, el hospital fue trasladado a los pies del Monte Royal. De ella se conserva, además de su testamento, un documento denominado «deuda de la madera», que consiste en una donación que hizo a la iglesia de Montreal. Luego de su muerte, se le había extraído el corazón y se lo había depositado en la capilla, bajo el sagrario; sin embargo, en 1695, se perdió en un incendio, junto con su correspondencia y algunos efectos personales.

## Reconocimientos
Estos son algunos homenajes y conmemoraciones que recibió póstumamente Jeanne Mance: 
- El escultor André Gauthier realizó una estatuilla de ella en 2008, encargada por la Asociación Canadiense de Enfermeras, para su premio bianual de excelencia enfermera.[13]
- En Montreal existe una calle con su nombre: «Rue Jeanne-Mance».
- Allí también existe un parque nombrado en su honor: el parque Jeanne-Mance, frente al Monte Royal.
- En Ontario existe una torre de oficinas del gobierno federal de Canadá, ocupada por Health Canada, llamada «Jeanne Mance Building».
- En 1923 se fundó la «École Jeanne-Mance» para «jóvenes señoritas», que operó en Quebec y Montreal hasta 1995.[14]
- En 1998 se colocó una placa conmemorativa en el sitio de fundación del Hôtel-Dieu de Montreal.[15]
- En la Universidad de Vermont existe una residencia con su nombre.[16]
- En 2010, Annabel Loyola filmó una película sobre su vida: La Folle entreprise, sur les pas de Jeanne Mance, que le hizo ganar la «medalla de la Sociedad Histórica» en el mismo año.[17]
- En 2011 se le concedió el título de Bâtisseuse de la Cité (fundadora de la ciudad) y fue reconocida, junto con Paul Chomeday, como fundadores de la ciudad en el año siguiente.[5]
- En 2020 se la incluyó en el Salón de la Fama de la Medicina Canadiense.[5]

## Galería

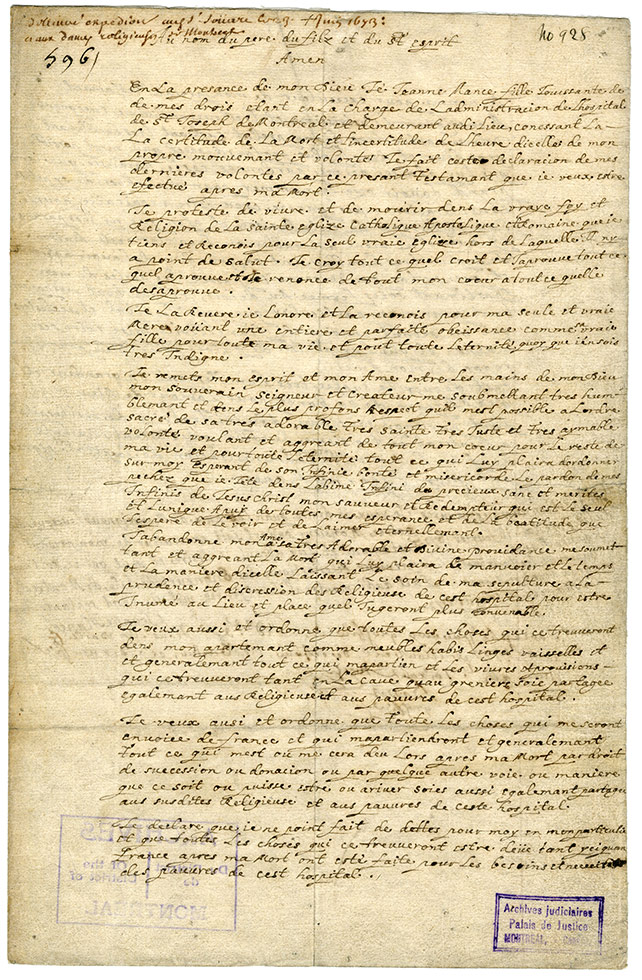
Testamento de Jeanne Mance, anverso
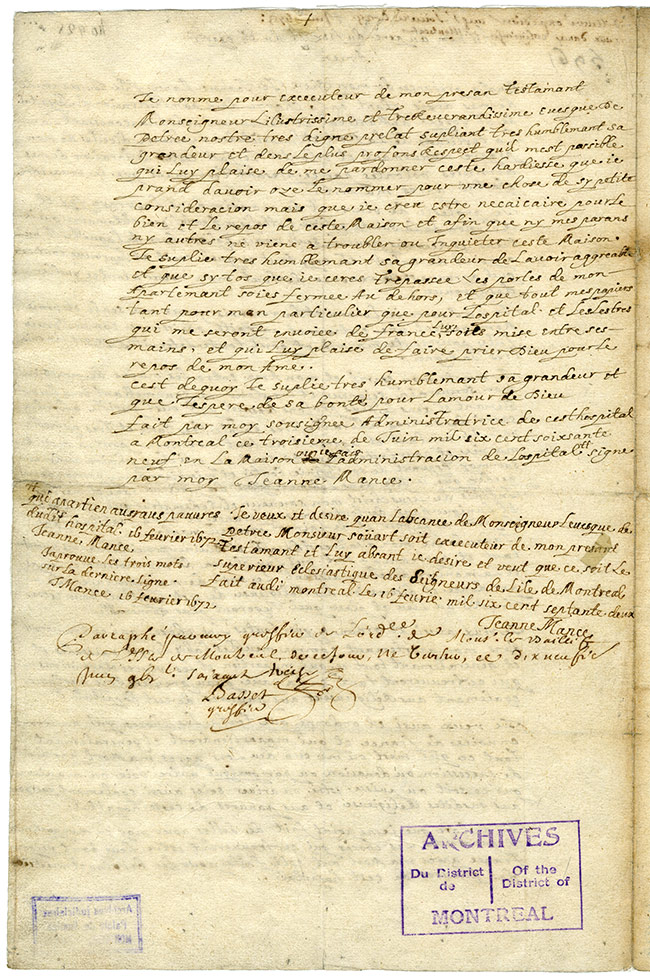
Testamento de Jeanne Mance, reverso
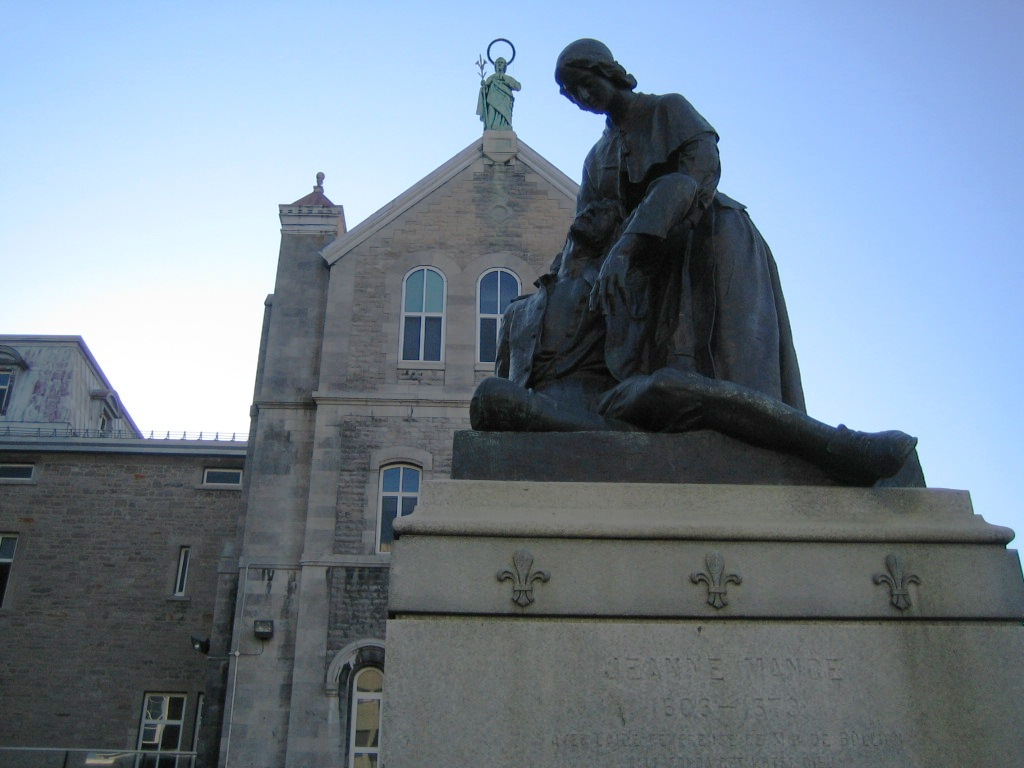
Monumento a Jeanne Mance
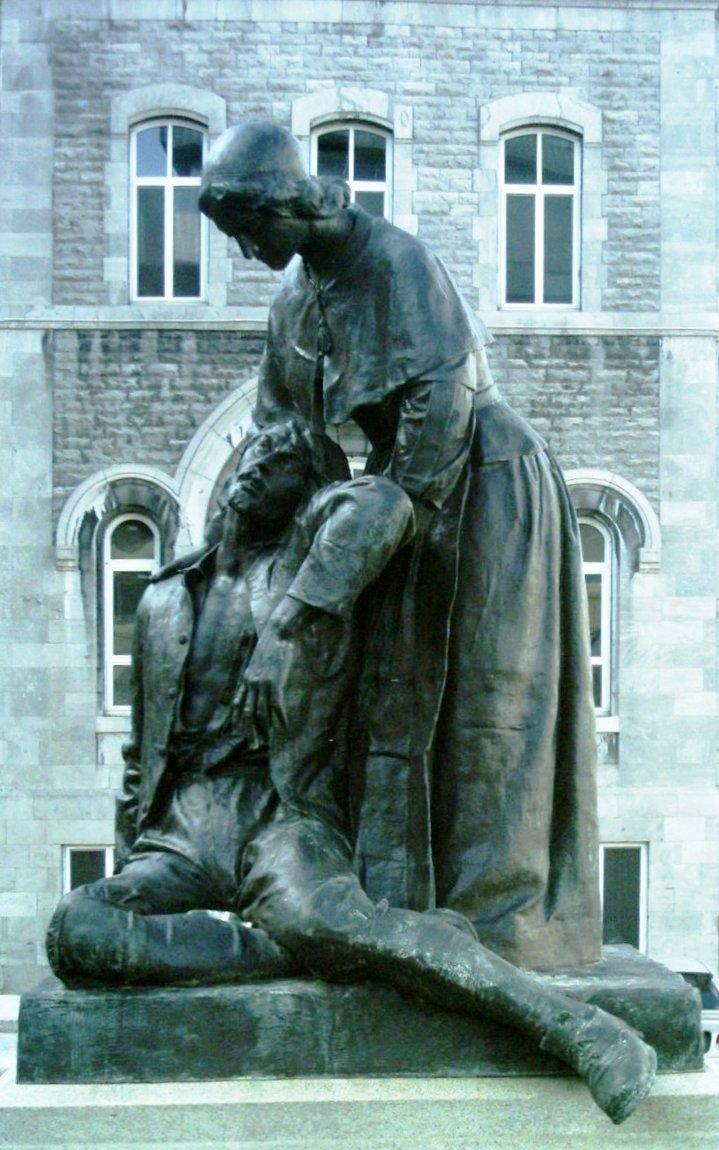
Su estatua en el hospital Hôtel-Dieu de Montréal